# Cleveland (contea di Manitowoc)
Cleveland è un comune degli Stati Uniti, situato in Wisconsin, nella Contea di Manitowoc.